# Kazimiera Iłłakowiczówna
Kazimiera Iłłakowiczówna, född 6 augusti 1892, död 16 februari 1983, var en polsk författare.
Efter studier vid universitetet i Kraków anställdes Kazimiera Iłłakowiczówna i polska utrikesdepartementet och var från 1926 sekreterare åt Józef Piłsudski. Diktsamlingen Tre strängar (1917) behandlade med humanistiskt patos Iłłakowiczównas upplevelser som sjuksköterska under första världskriget. Hennes följande rika produktion innehöll romantisk lyrik och charmfull nonsensvers för barn som Barnrim (1923), Den gråtande fågeln (1927) och Hjälteballader (1934). Sina minnen av Piłsudski skildrade Iłłakowiczówna i En stig bredvid den stora vägen (1939), som gav henne vidsträckt ryktbarhet.

## Utmärkelser
- Polska litteraturakademins gyllene lagerblad
- Kommendör av Polonia Restituta
- Kommendör med stjärna av Polonia Restituta
- Officer av Polonia Restituta
- Medalj för tio år av återvunnen frihet
- Polens gyllene förtjänstkors

[Redigera Wikidata]